# Мостове (Новоукраїнський район)
Мостове́ (колишня назва — Янів Міст) — село в Україні, у Новомиргородській міській громаді Новоукраїнського району Кіровоградської області. Населення становить 7 осіб. Площа села — 14,33 га.

## Населення
Згідно з переписом УРСР 1989 року чисельність наявного населення села становила 11 осіб, з яких 4 чоловіки та 7 жінок.
За переписом населення України 2001 року в селі мешкало 7 осіб. 100 % населення вказало своєю рідною мовою українську мову.

## Вулиці
У Мостовому налічується одна вулиця — вул. Степова.